# Buenolamm

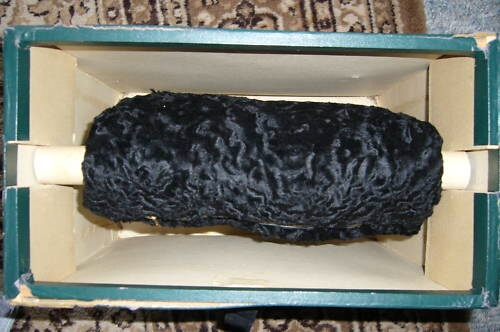
Schwarzer Buenolamm-Muff, hängend aufbewahrt im Muffkarton

Als Buenolamm, Bueno-Breitschwanz oder einfach als Bueno werden die für Pelzzwecke kurzgeschorenen Lammfelle einiger, in der Regel südamerikanischer Schafarten bezeichnet, gelegentlich jeweils auch im Plural (Buenos…). Lange Zeit waren außerdem Handelsnamen wie Amerikanischer Breitschwanz oder Argentinischer Breitschwanz in Gebrauch.
Durch die Tiefschur entsteht ein den südafrikanischen Swakara-Lammfellen und russischen Breitschwanzfellen ähnliches Moiré mit hohem Glanz, das eine harfen- beziehungsweise pfauenähnliche Zeichnung aufweist. Da das Fell weiß ist, eignet es sich hervorragend zum Einfärben auf ganz helle Modefarben.
Der Haltbarkeitskoeffizient für Kleidung aus Buenofellen wurde anhand allgemeiner Erfahrung auf 50 bis 60 Prozent der strapazierfähigsten Fellart geschätzt.

## Geschichte, Handel
Die „Entdeckung“ des Bueno-Breitschwanzes erfolgte um 1900, als man erkannte, dass bei bestimmten südamerikanische Fellrassen, verborgen unter einem wolligen Oberhaar, durch Scheren ein interessantes, breitschwanzähnliches Aussehen hervorkommt. Die erstmals von dem Rauchwarenveredler A. Herzog aus Markranstädt bei Leipzig in einer größeren Kollektion auf den Markt gebrachten Felle wurden vom Handel mit „Hohn und Spott“ abgelehnt. Das Scheren erfolgte anfangs durch Familienangehörige noch mit der Schere, zum Teil auch durch den benachbarten Friseur. Erst nach dem Ersten Weltkrieg fand das Produkt seine Anerkennung, als es aus den USA nach Europa als Neuheit zurückkehrte und „große Mode“ wurde. Für den Massenverbrauch waren jetzt geeignete Schermaschinen konstruiert worden, die den Samt- und Plüschschermaschinen der Textilindustrie ähnlich sind. Noch in den 1940er Jahren waren jedoch die meisten nordamerikanischen Mitglieder der Pelzbranche der irrigen Ansicht, dass die Fellzeichnung künstlich hineingepresst worden wäre.
Der Rauchwarenhändler Leonidas Keskari erinnerte sich an seine Erfahrung mit dem nach der zwischen 1928 und 1930 eingesetzten Weltwirtschaftskrise schwer verkäuflichen Artikel Bueno:
Die Firma Keskari handelte damals viel mit diesem Pelzartikel, die Regale und Körbe lagen 1933 voll mit Fellen einer geringeren Qualität dieser Sorte, sie schienen fast unverkäuflich. Seine Frau, die nicht im Geschäft tätig war, sich aber als Hobby mit der Anfertigung gobelinbestickter Taschen beschäftigte, brachte ihn auf eine sehr geschäftsträchtige Idee. Sie hatte einen Muff mit einer Handtasche kombiniert und schlug vor, sie mit den „nichtsnutzigen“ Buenos zu besetzen. Die erste Tasche bestellte der Kürschner Albert Rosenstein in Berlin, im gleichen Jahr wurde der Gebrauchsmusterschutz angemeldet und im nächsten Jahr gingen der Werkstatt bereits die Buenos aus und man musste Felle zukaufen. Das war der Anfang einer bedeutenden Mufftaschen- und Muffbeutelproduktion, die auch 2017 noch bestand.
Ungeschoren sind die Felle von den in den Pampas und Steppen Argentiniens und Uruguays gehaltenen Wollschaflämmern als Buenos-Aires-Schmaschen im Handel, sie sind für die Tiefschur besonders geeignet. Schmaschen (früher auch Schmosen) sind die Felle ein bis zwei Tage alter, auch früh- oder totgeborener Lämmer. Sie sind klein bis mittelgroß; die Behaarung je nach Rasse unterschiedlich, doch meist kurz und flach, niederlockig und dünn mit knöpfchenartiger Locke. Felle einige Tage alter Tiere haben eine den Caloyos-Lämmern ähnliche Zeichnung, sie werden als Forsche bezeichnet. Die für Buenos verwendeten Felle der etwas älteren Lämmer haben eine Felllänge von etwa 40 bis 60 Zentimeter, das weiße Haar hat eine knöpfchenartige Locke. Am Haargrund weisen sie ein besonderes Moiré auf, das an besonders ausgeprägt gezeichnete Breitschwanzfelle oder Swakara-Persianer erinnert. Indem man sie tiefschert kommt das attraktive Haarbild zum Vorschein.
Während anfangs nur Felle der Lincoln-Lämmer für die Bueno-Veredlung genutzt wurden, waren es Mitte der 1950er Jahre auch die anderer südamerikanischer Wollschafe, ja selbst Schafe europäischer Arten. Lincoln-Buenos haben ein seidiges Haar und ein großflächiges Muster; bei Montevideo-Buenos ist es stumpfer und engrippiger.
Eigentlich soll bei einer korrekten Benennung einer Pelzveredlung das letzte Wortteil das Ursprungsfell angeben, es muss deshalb eigentlich Buenos-Aires-Breitschwanz-Schmaschen heißen. Emil Brass schrieb 1911 über Buenos: „Eigentümlich für Rumänien bleibt aber die Pelzmütze, aus schwarz gefärbten Buenos-Ayres-Schmaschen, die ausschliesslich in Leipzig für diesen Markt ebenso wie für Ungarn gefärbt werden“.
Neben den tiefgeschorenen Buenos werden jedoch auch zusätzlich die besten Sorten uruguayischer Lammfelle nur als „Bueno-Breitschwanz“ bezeichnet.

## Ähnliche Lammfellschuren

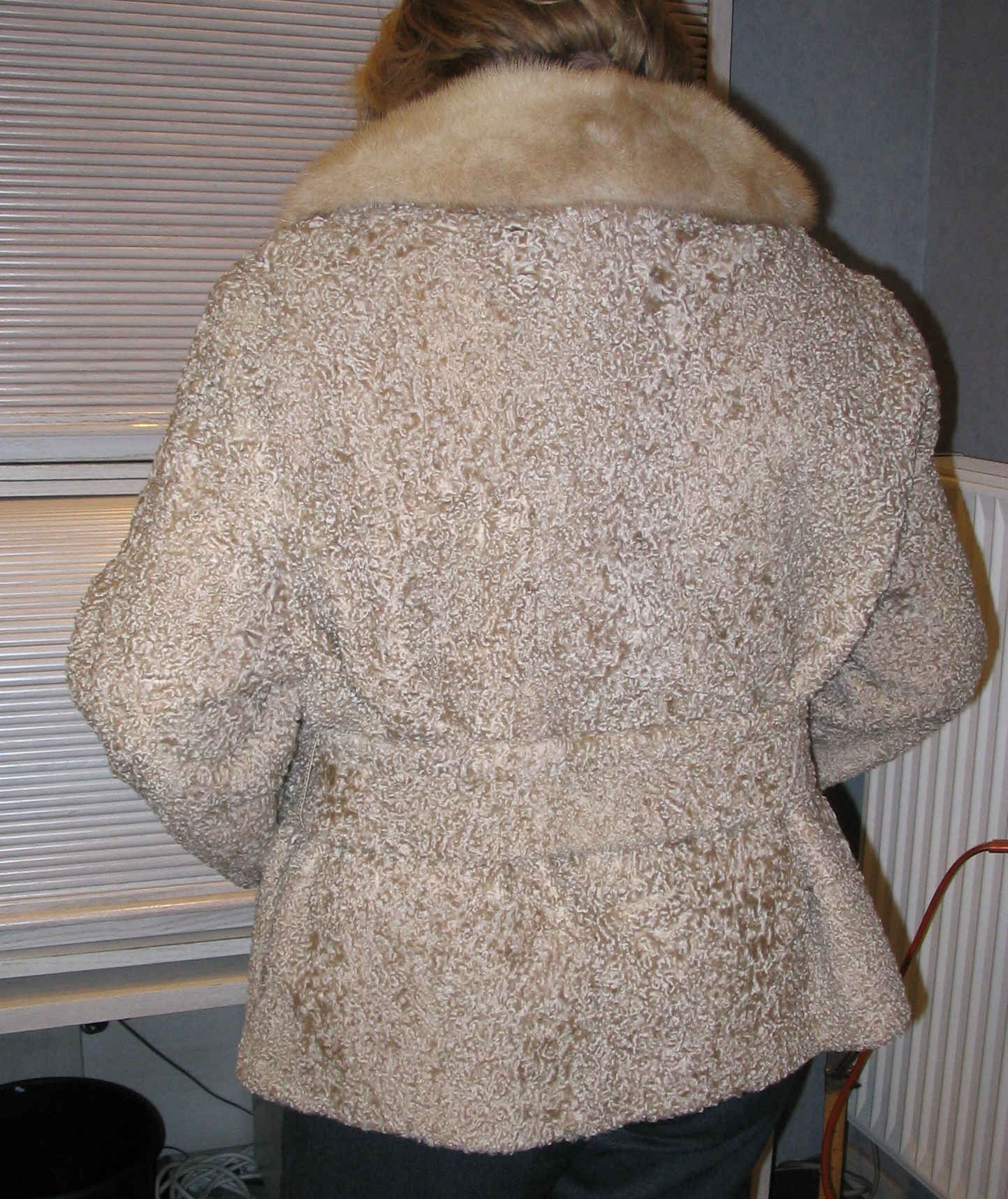
Beige Buenolammjacke, persianerähnlich etwas höher geschoren, mit Nerzkragen (Rückenansicht, ca. 1970)

Die für die Tiefschur-Lammfelle verwendeten Felle junger Schafe weisen einige Millimeter über dem Leder eine reliefartige Zeichnung (Moiré) auf, die erst nach dem Scheren sichtbar wird. Allerdings lässt sich durch ein Durchleuchten der Rohfelle bereits feststellen, welche Felle für die Tiefschur ausreichend gezeichnet sind. Hierfür eignen sich Römer-Lammfelle, besonders schön werden Lincoln- oder Montevideo-Schmaschen (Fellbezeichnung Bueno-Lamm, früher auch American-Broadtail (amerikanischer Breitschwanz)).
- Nach dem Zweiten Weltkrieg ging man dazu über, für Besatzzwecke Lincolnfelle nicht mehr ausschließlich tief zu scheren, um ihnen mit einer halbhohen Schur der damaligen Mode entsprechend ein mehr persianerähnliches Aussehen zu geben („Persianer-Lincoln“). Große Mengen der sehr scharf gelockten, breit gezeichneten, grobhaarigen Lincoln-Schmaschen lieferte Argentinien. Beginnend etwa seit den 1930er Jahren waren sie ein bedeutender Handelsartikel, mit Absatz insbesondere in Europa und Amerika.[9]
- Besonders tief geschorene Felle älterer Tiere werden als Borrequito (Medianito) bezeichnet, die noch älteren, sechs bis neun Monate alter, zur Fleischgewinnung geschlachteten Tiere als Borrego (Mediano). Bei den Medianos ist das Haar schon etwas ausgewachsen, die Ringellocke sitzt auf geraden Haarstielen über der Oberhaut. Beim Scheren entsteht ein rippig bis glattes Rippenmuster, für Pelzzwecke sind sie weniger geeignet.[13] Im englischsprachigen Handel werden die tiefgeschorenen, moirierten Felltypen ausgewachsenerer Schafe auch als „plushy“, plüschig bezeichnet.[14]
- Unter dem Fabrikausdruck Tuky-(Tucky)-Breitschwanz (spr. taki) kamen Breitschwanzimitationen mit etwas breitstreifiger Maserung in den Handel.[15] Je ausgewachsener das Fell ist, umso dicker ist das Leder und desto verschwommener ist die Zeichnung.
- Tipo nennt man Fellsortimente, die in der Locke eine Art Übergang zwischen Buenos Lincoln und Medianos darstellen. Sie eignen sich noch für die Persianerschur, jedoch nur zum Teil für die flache Buenoschur.[13]
- Felle aus späterem Wachstum waren zumindest vor 2000 noch unter den Bezeichnungen Borrego und Borrequito im Handel. Die als am schönsten empfundenen Felle weisen nach der Tiefschur ein pfauenaugenähnliches Muster auf.[16] Nachdem es Herbert Müller Mitte der 1960er Jahre mit einem ausgeklügelten Veredlungsverfahren gelungen war, aus Borregos-Lincoln ein Fellmaterial herzustellen, „das wegen seiner Leichtledrigkeit und schönen flachen Moirézeichnung hervorragend für Pelzzwecke geignet ist“, geriet die Ware bereits gegen Ende des Jahrzehnts in „einen regelrechten Boom“, in dem die Nachfrage nach guter Ware den Anfall weit überstieg.[13]
- Montriesen bezeichnete eine geschorene Lammart, ähnlich Buenos, Lincoln oder Embros, nur von einem anderen Herkommen; sie ergaben Pelzmäntel schwererer Art.[17]
- Capones und Jumbos sind Felle von Lincoln-Lämmern, die eine Fellfläche von mehr als sieben Quadratfuß haben. Nach dem Tiefscheren kommt zwar eine breite Moirézeichnung zum Vorschein, wegen des höheren Gewichts sind sie jedoch für Pelzzwecke weniger geeignet.[13]

## Verarbeitung
- Für die detaillierte kürschnerische Bueno-Mantelherstellung siehe → Einschneiden und → Seitenverbindungen.

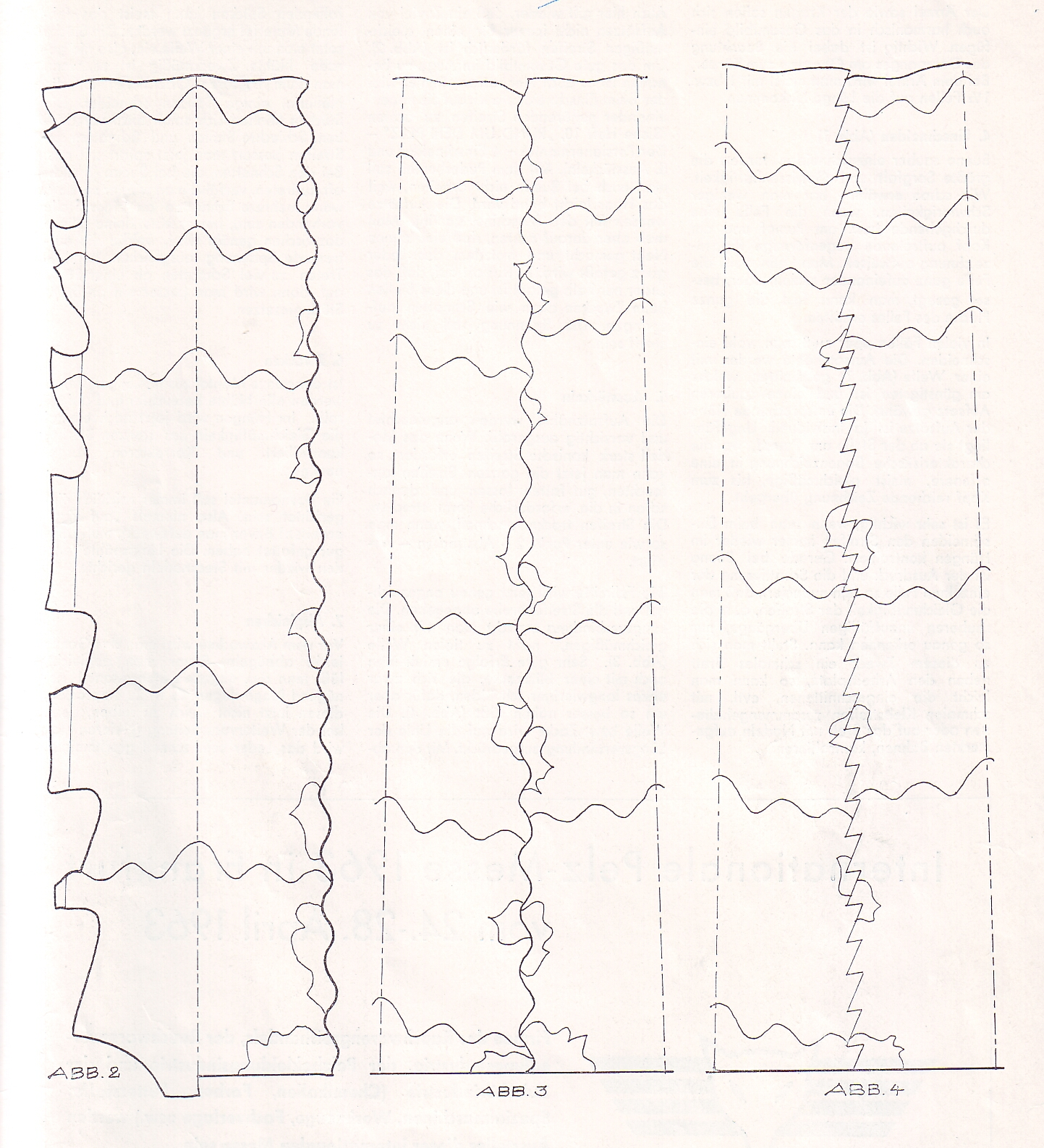
Fellbahnen für Buenolamm-Mantel, eingeschnittene Verarbeitung.
Links und Mitte die Längsverbindung als Wellennaht, rechts als Blitzzacke (Skizzen)

Entscheidend für die Qualität der fertig veredelten Felle ist die fachgerechte Rohkonservierung vor Ort. Seit einem argentinischen Exportverbot für Rohfelle kommen von dort nur noch vorzugerichtete Felle auf den Weltmarkt. Insbesondere die Bueno-Lincoln-Felle neigen zur Schnattenbildung, einem Aufriss des Oberleders, was beim ungeschorenen Fell nur schwer zu erkennen ist.
Felle verschiedener Lamm- und Schafarten werden durch Scheren und anschließendes Färben für Pelzzwecke nutzbar gemacht. Die großflächigeren Häute werden teilweise dafür im Rohzustand vorgeschoren, um das Zurichten der langhaarigen und teils zottigen Felle zu erleichtern. Oft geschah das bereits im Ursprungsland mit Handschermaschinen, um die Transportkosten zu verringern. Der Veredler entscheidet später nach einer eventuell weiteren Vorschur, in welcher Schurhöhe die beste Zeichnung zu erwarten ist; bereits eine Haarlängendifferenz von nur 0,2 Millimeter kann einen wesentlichen Unterschied bewirken. Für Hochschuren sind besonders die feinwolligen, dichthaarigen, leichtledrigen, merinoartigen Sorten geeignet. Geschorene Lammfelle werden ganz überwiegend gefärbt verarbeitet. Da die Naturfarbe meist weiß ist, eignen sie sich hervorragend zum Färben in jeden beliebigen Farbton, also auch in die jeweils verlangten Modefarben.
Die kleineren Buenos werden im Anschluss an die Zurichtung vorgeschoren, dann gefärbt und anschließend mit der Präzisionsschermaschine auf die endgültige Haarlänge gebracht.
Aus Buenolamm wurden bei entsprechender Mode, in allen verlangten Farben, Jacken, Mäntel, Capes, Schals und Muffe, sogar Besätze hergestellt. Die nur auf wenige Millimeter heruntergeschoren Buenolammfelle werden bei der Verarbeitung zu Jacken oder Mänteln meist Fell über Fell übereinander und nebeneinander genäht, gelegentlich auch in flächiger Wirkung, ineinandergeschnitten („Einschneiden“). Die Schattierungen sind bei den jeweiligen Sortimenten derart unterschiedlich, dass von Fall zu Fall entschieden werden muss, ob das Moiré ausdrucksvoller zur Geltung kommt, wenn die Felle mit dem Kopf nach oben oder nach unten gearbeitet werden. Bei einer anspruchsvollen Kürschnerarbeit werden die Verbindungen zwischen dem Kopf und dem Fellende (dem „Pumpf“) in einer Zacken- oder Wellennaht ausgeführt. Für die größeren Borregos ist eine sogenannte „Kastenzacke“ typisch . Die Längsnähte der Seitenverbindungen können entweder gerade, oder aufwändiger als „Wellennaht“ oder als „Blitzzacke“ erfolgen. Beim Nähen mit der Pelznähmaschine ist darauf zu achten, dass bei dem sich leicht spaltenden Leder die Oberhaut mitgefasst wird.
Der Materialverbrauch für einen 112 Zentimeter langen Mantel beträgt für die einzelnen Lammfellarten etwa:
Borregos = 6 bis 9 Felle
Borrequitos = 10 bis 14 Felle
Buenos (Lincoln tief geschoren) = 24 bis 34 Felle
Zugrundegelegt wurde eine Tafel mit einer Länge von 112 Zentimetern und einer durchschnittlichen Breite von 150 Zentimetern und einem zusätzlichen Ärmelteil. Das entspricht etwa einem Fellmaterial für einen leicht ausgestellten Mantel der Konfektionsgröße 46 des Jahres 2014.

## Einzelnachweise

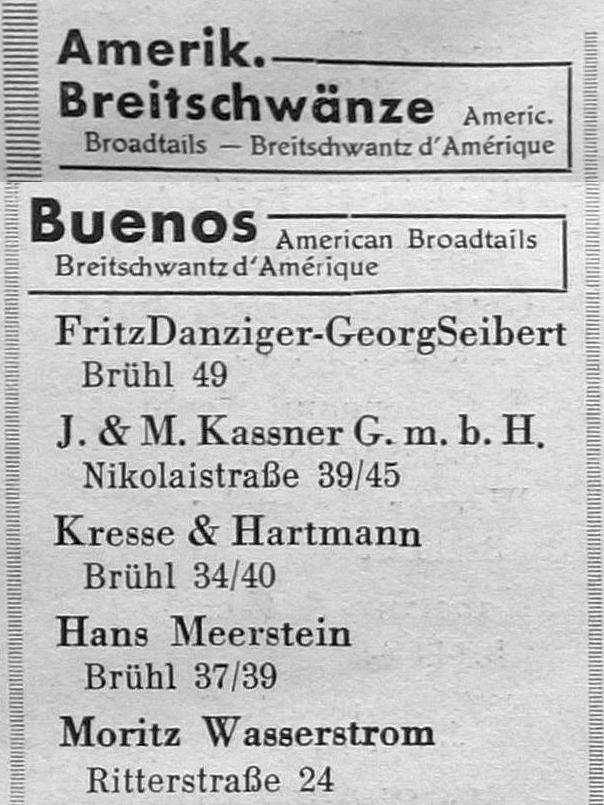
Anzeigen Leipziger Pelzgroßhändler für Buenos (1937):
„Amerik. Breitschwänze“
„Americ. Broadtails“ (englisch)
„Breitschwantz d’Amérique“ (französisch)

## Anmerkung
1. ↑  Die angegebenen vergleichenden Werte (Koeffizienten) sind das Ergebnis vergleichender Prüfung durch Kürschner und Rauchwarenhändler in Bezug auf den Grad der offenbaren Abnutzung. Die Zahlen sind nicht eindeutig, zu den subjektiven Beobachtungen der Haltbarkeit in der Praxis kommen in jedem Einzelfall Beeinflussungen durch Pelzzurichtung und Pelzveredlung sowie zahlreiche weitere Faktoren hinzu. Eine genauere Angabe könnte nur auf wissenschaftlicher Grundlage ermittelt werden. Die nach praktischer Erfahrung haltbarsten Fellarten wurden auf 100 Prozent gesetzt.